# Radiopistage
Le radiopistage (ou radio-tracking, ou radiotracking ou radiotélémesure) est le nom donné aux systèmes de suivi ou de repérage à distance d'un animal ou objet mobile équipé d'un émetteur radio. C'est un des moyens les plus utiles d'acquisition de données dans le domaine de la biologie de la conservation, avec le suivi par satellite, le baguage et les marques de couleur.

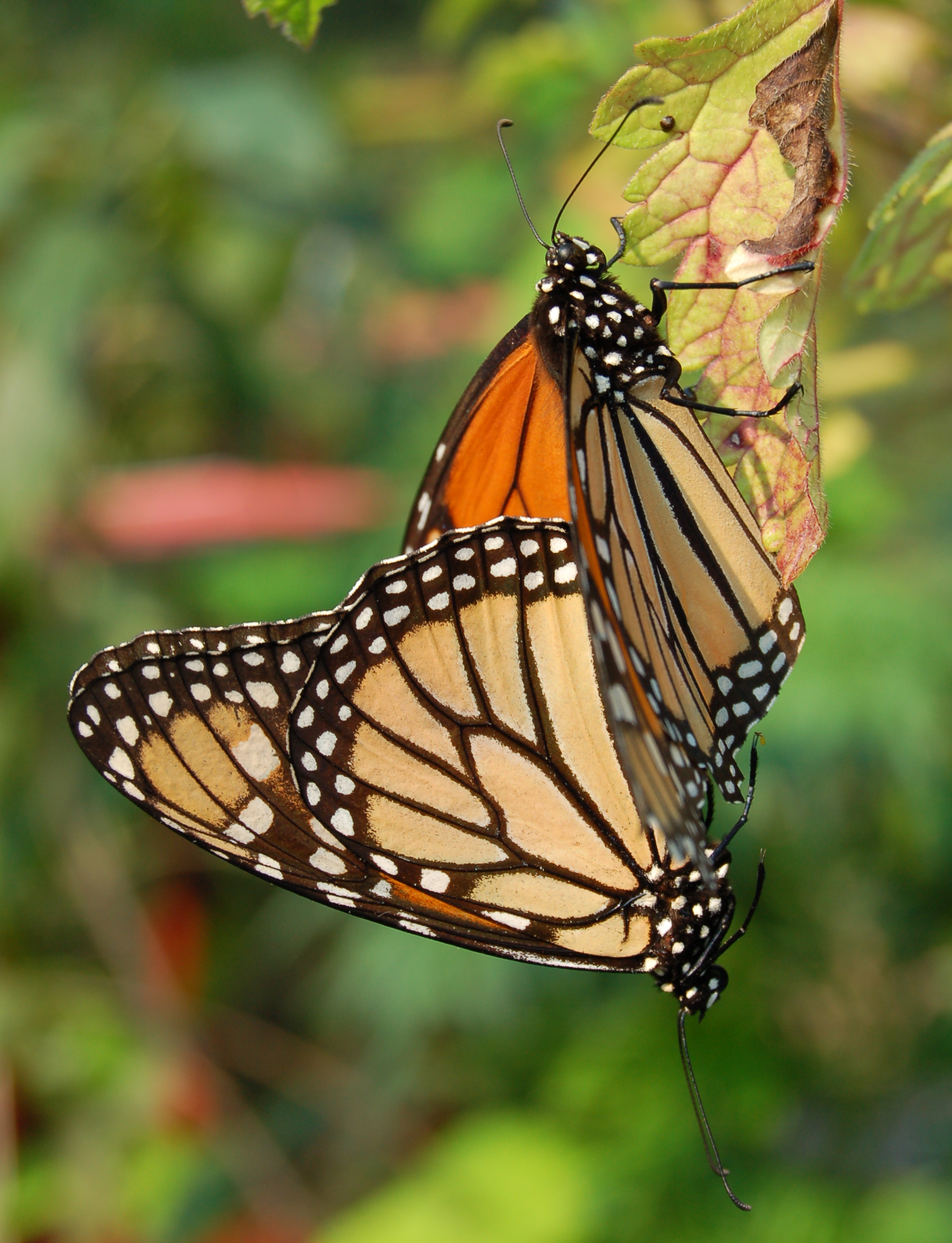
Le Monarque est l'un des plus petits animaux à avoir été suivi dans ses migrations par radiotracking.

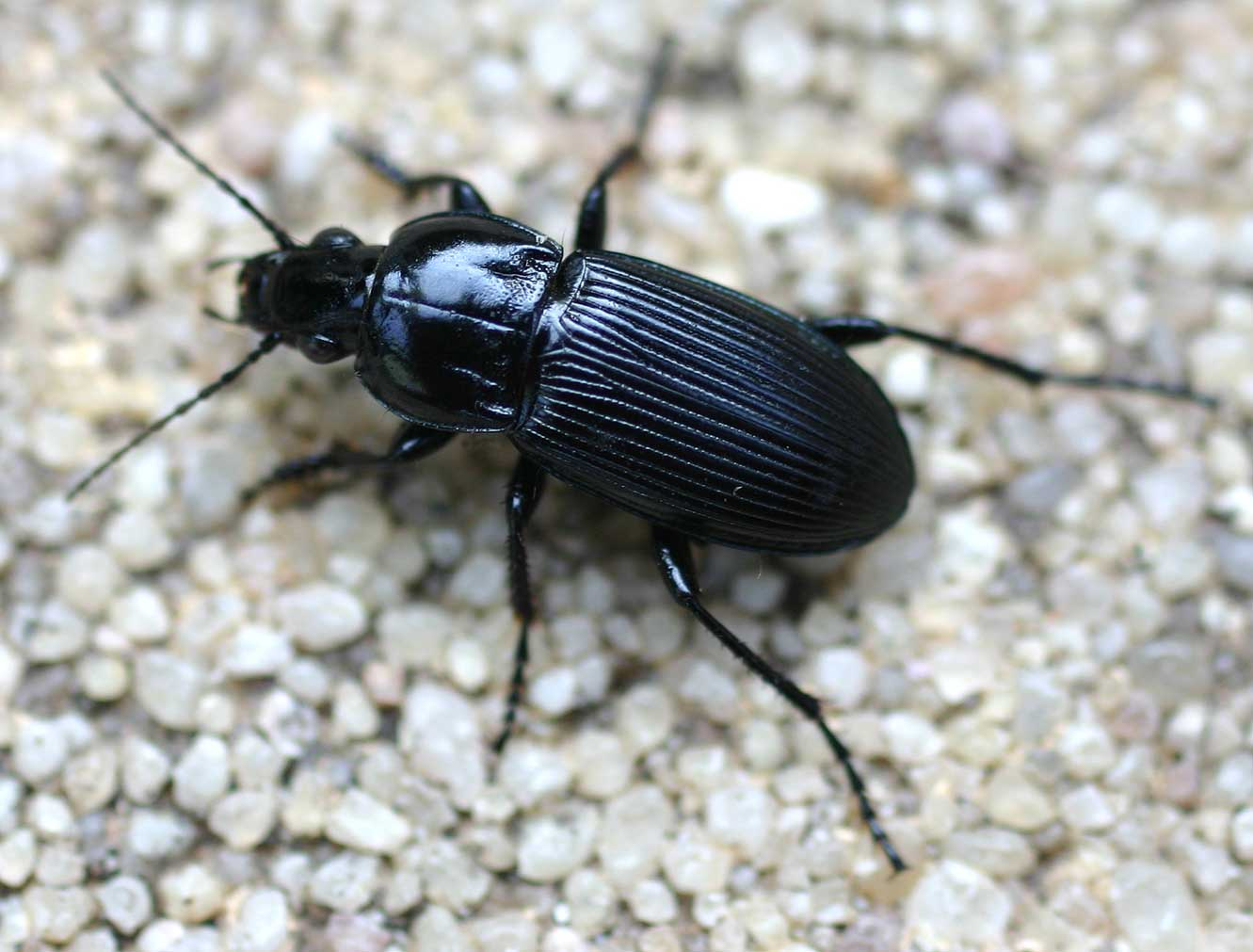
La télémesure a aussi permis le suivi des déplacements au sol dAbax parallelepipedus et de montrer qu'il exploitait des corridors biologiques nécessitant un maillage bocager de bonne qualité.

## Usages
La télémesure permet notamment le suivi d'animaux discrets ou très sensibles au dérangement, d'animaux de l'environnement nocturne, d'animaux se déplaçant uniquement dans la canopée tropicale et quasiment invisibles du sol. Depuis les années 2000, grâce à des émetteurs de plus en plus miniaturisés et légers, les scientifiques peuvent suivre des animaux de plus en plus petits tels que des insectes (coléoptères, papillons dont le monarque migrateur fameux en Amérique du Nord. Ce dernier a été suivi par avion pour étudier ses routes de migrations).
Le radiotracking permet de retrouver des animaux vivants, mais aussi leurs cadavres, ce qui est très utile pour étudier les causes de leurs morts. On a ainsi pu montrer que le roadkill décimait des animaux tels que les loutres ou d'autres mammifères menacés, avoir une meilleure idée du nombre d'oiseaux qui meurent lors de la migration et s'ils mouraient d'épuisement ou victimes des chasseurs et dans ce dernier cas combien mouraient à distance des suites de leurs blessures.
Les grands déplacements d'animaux migrateurs au long cours sont plutôt suivi par des moyens satellitaires (balise Argos, moins précise). 
Le radiotracking est idéal pour suivre de petits déplacements d'animaux sédentaires dans leur environnement proche ou de migrateurs hors période de migration.
Le radiotracking est très utile pour le suivi d'animaux en cours de réintroduction. Pour les gros animaux (ours, loup) on peut utiliser des émetteurs plus gros permettant positionnement GPS et un suivi par satellite.
Cette technologie est aussi utilisée pour suivre les déplacements des poissons dans des rivières contraintes par de nombreux obstacles physiques (seuil, barrages, buses souterraines…). En équipant les poissons, il est par exemple possible d’identifier les obstacles limitant leur déplacement ou d’évaluer l’efficacité des ouvrages de correction mis en œuvre (comme des passes à poisson ou des buses aménagées) pour rétablir la libre circulation des organismes aquatiques. 

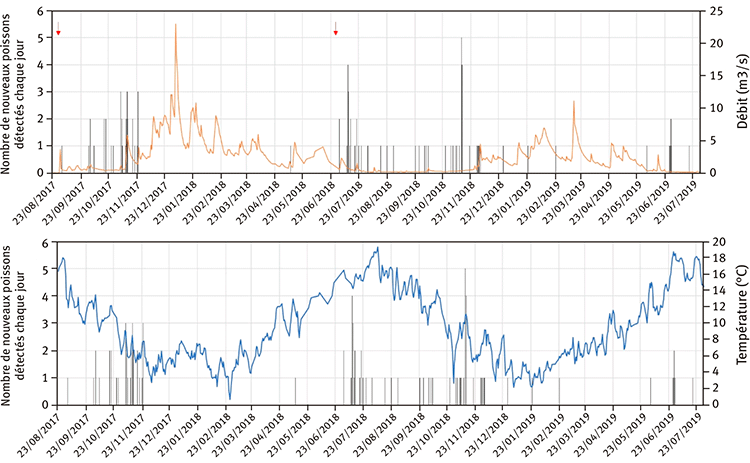
Exemple d'analyse de signaux émis par des truites équipées de puces RFID (pics verticaux) en amont d'une buse canalisant la rivière et chroniques des températures (en bleu) et des débits (en jaune) pendant la période d’étude (@Scimabio)

Au Canada, la télémesure a par exemple permis de mesurer ;
- la distance de chasse et de vol du faucon des prairies à partir du nid atteignait 25 km (cette espèce niche au sud de l'Alberta et se nourrit notamment de l'écureuil fouisseur).
- la difficulté des migrations : près de 50 % des chouettes des terriers (espèce en voie d'extinction) meurent entre le moment où elles quittent leur nid et migrent vers le sud.
- que l'alque marbrée (seul oiseau de mer à pondre dans de vieux arbres ou arbres morts) niche dans les forêts primaires de Colombie-Britannique, dans des zones qui font actuellement l’objet d’une intense exploitation forestière.

## Principe de fonctionnement

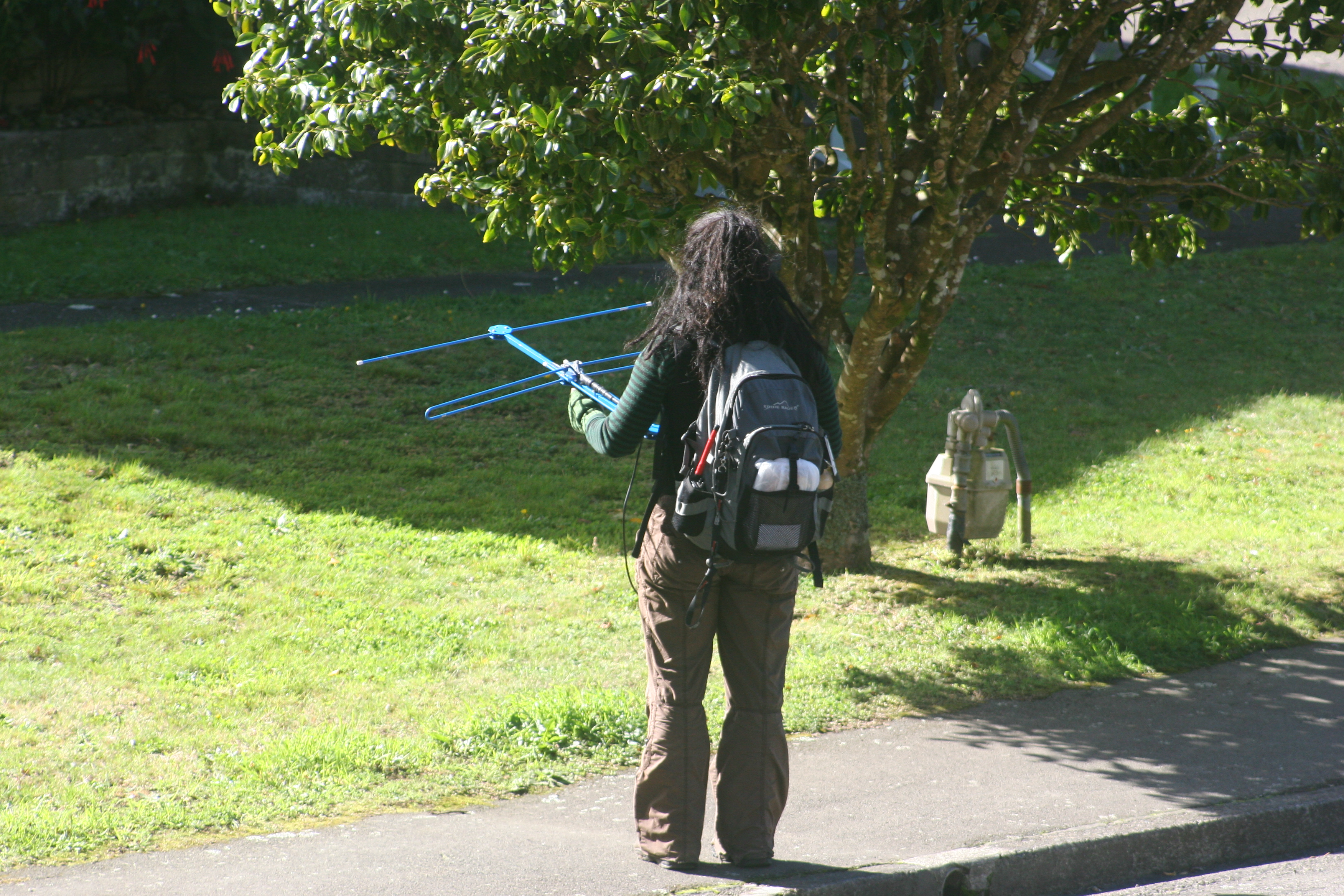
Radiogoniométrie de balises VHF de suivi d’animaux

Le système implique trois éléments principaux :
- Un émetteur attaché à l'animal par un moyen adapté à sa conformation, son milieu et son mode de déplacement (cheville, cou, aile ou aileron, etc.), qui envoie un signal sous forme d'onde radio[4], comme le ferait une station de radio.
- Une pile ou batterie qui alimente l'émetteur
- Un récepteur qui capte le signal, tout comme une radio le capte (pour les animaux se déplaçant loin ou vite, le récepteur (antenne directionnelle + traducteur de signal) est habituellement placé dans un véhicule terrestre ou un avion. le repérage peut être plus rapide et plus précis, sans nécessité de contact visuel par triangulation par radiogoniométrie.

Certains émetteurs se détachent naturellement de l'animal au moment de la mue par exemple.

## Histoire de la télémesure par radio
Les premiers matériels de repérage et suivi d'animaux (dits radiotélémètres) datent des années 1960. Ils étaient lourds et volumineux et modifiaient probablement le comportement ou la résistance des animaux qui les portaient.

Des émetteurs de plus en plus petits ont été conçus, de manière à ne jamais dépasser 6 % du poids de l'animal qui le porte et 3 % s'il s'agit d'un oiseau. Ces émetteurs pèsent environ un gramme et peuvent équiper des chauves-souris, de petits oiseaux, des reptiles, des amphibiens. 

Les derniers modèles, encore plus petits et légers peuvent être collés sur le dos d'un gros papillon ou d'un coléoptère. 

Les antennes peuvent être connectées à un système informatique automatique d'enregistrement de données.
Les émetteurs ont bénéficié des progrès de la miniaturisation électronique, et des techniques chirurgicales (pompes à médicaments, stimulateurs cardiaques, transpondeurs, piles et autres implants biocompatibles, etc.). 

## Avantages, limites et inconvénients
Le radiotracking est bien moins coûteux que le suivi satellital ce qui explique que les scientifiques et les conservateurs utilisent de plus en plus de balises radio pour étudier les animaux in situ dans la nature ou à distance (balise argos, etc.), mais le radiotracking présente quelques limites, dont :
- la puissance limitée de l'émetteur (les grosses batteries durent 3 à 4 ans, mais les petites peuvent s'épuiser en une semaine, notamment en milieux froid). La portée de l'émetteur n'est "que" d'une dizaine de km au sol sur sol plat et peu enforesté, et d'environ 30 km au maximum pour un suivi en avion. outre la distance de détection propre à l'émetteur, des facteurs externes (densité du couvert végétal, la topographie, la proximité d’objets métalliques (clôtures, hangars, véhicules, tôles, etc.), et les conditions météorologiques peuvent dégrader la précision de la localisation[5]
- La durée de vie de la batterie dépend souvent de son poids. Il doit être minimal pour les petits animaux.
- Le scientifique doit ne pas trop s'éloigner de la source sous peine de ne plus la capter (le positionnement n'est précis que jusqu'à une centaine de mètres de l'animal). L'émetteur est peu adapté au suivi d'animaux cavernicoles ou essentiellement fouisseurs.
- Le collier ou système de pose de l'émetteur peut perturber le comportement normal de l'animal. Des questions éthiques ont déjà été posées quant aux effets des balises posées sur les animaux étudiés par ce moyen (stress de la capture, de la pose de la balise, adaptation à gêne causée par la balise…) Wilson & McMahon ; Cooke et al.). Dans quelques cas, il est arrivé qu'un collier s'accroche dans une branche et que l'animal meure étranglé (chez un singe par exemple).  Il est aussi arrivé que des parasites (puces, poux, tiques, bactéries...)se développent d'une manière anormale sous un collier ou harnais chez certains animaux. S'il s'agit de suivre des animaux très grégaires, une alternative est d'utiliser une chèvre de Judas.
- investissement en temps parfois important et fastidieux (en zone froide, aride ou dans une jungle dense par exemple)
- coûts parfois élevés (si nécessité d'utiliser un avion par exemple pour le suivi d'insectes (avec les contraintes météo, d'autorisation et plan de vol, etc.).
- risques de détournements ou de malveillance ; Un article de 2017 dénonce un effet collatéral inattendu[6] : Récemment dans des milieux terrestres, marins et d’eau douce des signaux envoyés par des balises ont été détournés et utilisés par des personnes « qui n'ont pas les intérêts des animaux à cœur » (chasseurs, pêcheurs, braconniers, groupes « antiprédateurs » voire des touristes ou photographes de la nature) pour tracer et repérer des animaux marqués pour les besoins de la science (ex : requins, loups, poissons)[6]. Ce comportement «  peut mettre ces animaux en danger » commente BBC News. Ainsi en Inde des braconniers ont tenté de pirater des informations émises par les colliers GPS posés sur des tigres du Bengale menacés[7] ; cette tentative a échoué mais a alerté les autorités et les scientifiques engagés dans le programme[6]. Aux Etats-Unis, une forte proportion des loups tués en 2013 dans le parc national de Yellowstone portaient un collier émetteur ; Les médias et réseaux sociaux ont émis l’hypothèse que des chasseurs aient pu cibler les loups marqués du parc pour interférer avec la recherche[8], crainte renforcée par le fait que bien que les codes des émetteurs soient classifiés, des sites Web exploités par certains groupes persécutant le loup fournissent des stratégies pour accéder à ces données confidentielles. 
Les auteurs de l'article demandent aux autres chercheurs de « jouer un rôle de leadership » en proposant des solutions et en impliquant proactivement les parties prenantes (fabricants, bailleurs de fonds, chercheurs et comités de soins des animaux). Ne pas répondre à ce problème risquerait de compromettre les usages futurs du radiotracking (si la réglementation et la perception publique du suivi électronique devait évoluer négativement)[6].